# USS Cobbler (SS-344)
Za druga plovila z istim imenom glejte USS Cobbler.
USS Cobbler (SS-344) je bila jurišna podmornica razreda balao v sestavi Vojne mornarice Združenih držav Amerike.
Podmornico so leta 1973 prodali Turčiji, kjer so jo preimenovali v TCG Çanakkale (S 341).